# Polisportiva Cassino Calcio 1978-1979
Questa pagina raccoglie le informazioni riguardanti la Polisportiva Cassino Calcio nelle competizioni ufficiali della stagione 1978-1979.

## Organigramma societario
Area direttiva
- Presidente: Rodolfo D'Ambrosio
- Segretario: Manfredo Facchini

Area tecnica
- Direttore sportivo: Giovanni Ranaldi
- Allenatore: Bruno Mora, poi Vincenzo Montefusco

## Rosa
| N. |                   | Ruolo | Calciatore          |
| -- | ----------------- | ----- | ------------------- |
|    | Italia (bandiera) | C     | Maurizio Benedetti  |
|    | Italia (bandiera) |       | Canale              |
|    | Italia (bandiera) | C     | Donato Cellucci     |
|    | Italia (bandiera) | A     | Vittorio Cozzella   |
|    | Italia (bandiera) |       | D'Angeli            |
|    | Italia (bandiera) | D     | Renato De Santis    |
|    | Italia (bandiera) | D     | Rosario Facciorusso |
|    | Italia (bandiera) | D     | Ernesto Gallo       |
|    | Italia (bandiera) | P     | Santo Giordano      |
|    | Italia (bandiera) |       | Indelicato          |
|    | Italia (bandiera) | D     | Rosario Jemma       |
|    | Italia (bandiera) | A     | Gaetano Laudiero    |
|    | Italia (bandiera) | D     | Marco Manzo         |
|    | Italia (bandiera) | P     | Walter Martino      |
|    | Italia (bandiera) | P     | Sergio Motta        |

| N. |                   | Ruolo | Calciatore         |
| -- | ----------------- | ----- | ------------------ |
|    | Italia (bandiera) | D     | Renato Oteri       |
|    | Italia (bandiera) | A     | Vincenzo Perna     |
|    | Italia (bandiera) |       | Petronzio          |
|    | Italia (bandiera) | D     | Alberto Pizzi      |
|    | Italia (bandiera) | C     | Luciano Ruscillo   |
|    | Italia (bandiera) | A     | Walter Scardovi    |
|    | Italia (bandiera) | D     | Arcangelo Tedesco  |
|    | Italia (bandiera) | D     | Roberto Torre      |
|    | Italia (bandiera) | C     | Corrado Urbano     |
|    | Italia (bandiera) | C     | Massimo Urbano     |
|    | Italia (bandiera) | P     | Antonio Vandra     |
|    | Italia (bandiera) | A     | Fabrizio Venturini |
|    | Italia (bandiera) |       | Vergani            |
|    | Italia (bandiera) |       | Virgilio           |

## Risultati

### Campionato

#### Girone di andata
| 1º ottobre 1978 1ª giornata | Siracusa | 7 – 1 | Cassino |  |

| 8 ottobre 1978 2ª giornata | Cassino | 1 – 1 | Vittoria |  |

| 15 ottobre 1978 3ª giornata | Palmese | 2 – 0 | Cassino |  |

| 22 ottobre 1978 4ª giornata | Cassino | 1 – 2 | Marsala |  |

| 29 ottobre 1978 5ª giornata | Savoia | 0 – 2 | Cassino |  |

| 5 novembre 1978 6ª giornata | Cassino | 3 – 0 | Vigor Lamezia |  |

| 12 novembre 1978 7ª giornata | Sorrento | 2 – 1 | Cassino |  |

| 19 novembre 1978 8ª giornata | Alcamo | 1 – 0 | Cassino |  |

| 26 novembre 1978 9ª giornata | Cassino | 1 – 0 | Casertana |  |

| 3 dicembre 1978 10ª giornata | Rende | 2 – 0 | Cassino |  |

| 10 dicembre 1978 11ª giornata | Cassino | 0 – 1 | Potenza |  |

| 17 dicembre 1978 12ª giornata | Crotone | 1 – 0 | Cassino |  |

| 30 dicembre 1978 13ª giornata | Cassino | 1 – 0 | Nuova Igea |  |

| 7 gennaio 1979 14ª giornata | Cassino | 1 – 0 | Ragusa |  |

| 14 gennaio 1979 15ª giornata | Cosenza | 3 – 0 | Cassino |  |

| 21 gennaio 1979 16ª giornata | Cassino | 1 – 0 | Trapani |  |

| 28 gennaio 1979 17ª giornata | Messina | 1 – 1 | Cassino |  |

#### Girone di ritorno
| 4 febbraio 1979 18ª giornata | Cassino | 1 – 2 | Siracusa |  |

| 11 febbraio 1979 19ª giornata | Vittoria | 0 – 2 | Cassino |  |

| 18 febbraio 1979 20ª giornata | Cassino | 0 – 0 | Palmese |  |

| 25 febbraio 1979 21ª giornata | Marsala | 1 – 2 | Cassino |  |

| 4 marzo 1979 22ª giornata | Cassino | 0 – 1 | Savoia |  |

| 11 marzo 1979 23ª giornata | Vigor Lamezia | 1 – 1 | Cassino |  |

| 25 marzo 1979 24ª giornata | Cassino | 0 – 1 | Sorrento |  |

| 1º aprile 1979 25ª giornata | Cassino | 2 – 1 | Alcamo |  |

| 8 aprile 1979 26ª giornata | Casertana | 0 – 0 | Cassino |  |

| 22 aprile 1979 27ª giornata | Cassino | 0 – 1 | Rende |  |

| 29 aprile 1979 28ª giornata | Potenza | 1 – 0 | Cassino |  |

| 6 maggio 1979 29ª giornata | Cassino | 3 – 1 | Crotone |  |

| 13 maggio 1979 30ª giornata | Nuova Igea | 1 – 0 | Cassino |  |

| 20 maggio 1979 31ª giornata | Ragusa | 0 – 0 | Cassino |  |

| 27 maggio 1979 32ª giornata | Cassino | 1 – 0 | Cosenza |  |

| 3 giugno 1979 33ª giornata | Trapani | 1 – 1 | Cassino |  |

| 9 giugno 1979 34ª giornata | Cassino | 2 – 0 | Messina |  |